# Kapu (Estonie)
« Kapu » redirige ici. Pour l’article homophone, voir Capoue.
Kapu est un village de la commune de Koeru du comté de Järva en Estonie.
Au 31 décembre 2011, il compte 39 habitants.